# Montagny-en-Vexin
Montagny-en-Vexin és un municipi francès, situat al departament de l'Oise i a la regió dels Alts de França. L'any 2007 tenia 524 habitants.

## Demografia

### Població
El 2007 la població de fet de Montagny-en-Vexin era de 524 persones. Hi havia 184 famílies de les quals 24 eren unipersonals (12 homes vivint sols i 12 dones vivint soles), 64 parelles sense fills, 88 parelles amb fills i 8 famílies monoparentals amb fills.
La població ha evolucionat segons el següent gràfic:
Habitants censats

### Habitatges
El 2007 hi havia 218 habitatges, 190 eren l'habitatge principal de la família, 20 eren segones residències i 8 estaven desocupats. 212 eren cases i 5 eren apartaments. Dels 190 habitatges principals, 176 estaven ocupats pels seus propietaris, 12 estaven llogats i ocupats pels llogaters i 2 estaven cedits a títol gratuït; 6 tenien dues cambres, 15 en tenien tres, 56 en tenien quatre i 113 en tenien cinc o més. 159 habitatges disposaven pel capbaix d'una plaça de pàrquing. A 60 habitatges hi havia un automòbil i a 122 n'hi havia dos o més.

### Piràmide de població
La piràmide de població per edats i sexe el 2009 era:
| Homes | Edats   | Dones |
| ----- | ------- | ----- |
| 0     | 95 o +  | 0     |
| 0     | 90 a 94 | 0     |
| 0     | 85 a 89 | 8     |
| 0     | 80 a 84 | 0     |
| 0     | 75 a 79 | 4     |
| 8     | 70 a 74 | 4     |
| 0     | 65 a 69 | 12    |
| 16    | 60 a 64 | 0     |
| 16    | 55 a 59 | 16    |
| 28    | 50 a 54 | 16    |
| 16    | 45 a 49 | 44    |
| 52    | 40 a 44 | 28    |
| 16    | 35 a 39 | 16    |
| 8     | 30 a 34 | 12    |
| 4     | 25 a 29 | 8     |
| 24    | 20 a 24 | 8     |
| 36    | 15 a 19 | 12    |
| 24    | 10 a 14 | 44    |
| 12    | 5 a 9   | 12    |
| 16    | 0 a 4   | 4     |

## Economia
El 2007 la població en edat de treballar era de 367 persones, 268 eren actives i 99 eren inactives. De les 268 persones actives 248 estaven ocupades (134 homes i 114 dones) i 20 estaven aturades (9 homes i 11 dones). De les 99 persones inactives 38 estaven jubilades, 32 estaven estudiant i 29 estaven classificades com a «altres inactius».

### Ingressos
El 2009 a Montagny-en-Vexin hi havia 214 unitats fiscals que integraven 593,5 persones, la mediana anual d'ingressos fiscals per persona era de 25.617 €.

### Activitats econòmiques
Dels 17 establiments que hi havia el 2007, 1 era d'una empresa extractiva, 1 d'una empresa de fabricació d'elements pel transport, 2 d'empreses de fabricació d'altres productes industrials, 4 d'empreses de construcció, 3 d'empreses de comerç i reparació d'automòbils, 1 d'una empresa de transport, 1 d'una empresa d'informació i comunicació, 1 d'una empresa immobiliària, 1 d'una empresa de serveis i 2 d'empreses classificades com a «altres activitats de serveis».
Dels 4 establiments de servei als particulars que hi havia el 2009, 1 era un paleta, 1 fusteria i 2 empreses de construcció.
L'any 2000 a Montagny-en-Vexin hi havia 3 explotacions agrícoles que ocupaven un total de 363 hectàrees.

## Equipaments sanitaris i escolars
El 2009 hi havia una escola elemental integrada dins d'un grup escolar amb les comunes properes formant una escola dispersa.

## Poblacions més properes
El següent diagrama mostra les poblacions més properes.